# Шульц, Дмитрий Иванович
Дмитрий Иванович Шульц (1893 (?), Нижний Новгород, Российская империя — 2 апреля 1930, Москва, СССР) — создатель и лидер секты «Единый Храм», действовавшей в 1920-е годы в Советской России. Он разработал новое религиозное мистическое учение, в котором его фигура в андрогинном образе девочки Меточки имела центральное значение. Кроме того, он проповедовал активное неприятие идей коммунизма и политики большевиков.
Дмитрий Шульц родился в интеллигентной немецкой семье, ещё в детстве проявлял склонность к сочинительству и театру. Окончив Нижегородский графа Аракчеева кадетский корпус, он поступил в Московский коммерческий институт, где на него большое влияние оказали лекции богослова Сергея Булгакова. В 1920-е годы Дмитрий Шульц собрал вокруг себя мистически настроенных молодых людей, которых увлёк сначала сеансами спиритизма, а впоследствии и новой синкретической религией. С течением времени сообщество приобрело тоталитарный характер: её участники подвергались жестоким наказаниям за малейшую провинность.
В марте 1930 года в результате показательного судебного процесса, широко освещаемого центральной прессой, Дмитрий Шульц был приговорён к высшей мере наказания по статье 58-10 УК РСФСР («за пропаганду, содержащую призыв к подрыву или ослаблению советской власти, с использованием религиозных предрассудков») и расстрелян. В судебном процессе принимал участие адвокат Илья Брауде, впоследствии печально известный по своей роли в показательных политических процессах. Судебно-психиатрическую экспертизу проводили крупные учёные, доктора медицины Пётр Ганнушкин, Вольф Внуков и Евгений Краснушкин, в качестве эксперта-религиоведа был привлечён доктор исторических наук Владимир Бонч‑Бруевич.

## Биография

### Детство и юность
Дата рождения Дмитрия Шульца неизвестна. На время судебного процесса в 1930 году ему исполнилось 37 лет. Его мать — обрусевшая немецкая дворянка, происходила из старинного рода остзейских баронов. Она увлекалась мистикой, читала сочинения российских философов Елены Блаватской, Владимира Соловьёва, Сергея Булгакова и Дмитрия Мережковского, участвовала в спиритических сеансах. Отец — немецкий дворянин, преподаватель иностранных языков в Нижегородском графа Аракчеева кадетском корпусе не разделял увлечения супруги, но и не пытался им препятствовать. Дмитрий и его младший брат Генрих присутствовали, а иногда и принимали участие в спиритических опытах матери, которые проводились на их квартире в Нижнем Новгороде. По праздникам силами членов семьи разыгрывались театральные представления. Дмитрий уже в пять — шесть лет начал сочинять сказки и участвовал в их постановке вместе с младшим братом. Он планировал начать театральную карьеру, но по настоянию отца поступил в Аракчеевский кадетский корпус, где тот преподавал. Во время обучения там у Дмитрия начались мистические озарения, во время которых он слышал голоса и видел улыбающиеся ему «фигуры измождённых святых». Корпусный пастор характеризовал юношу как истинно верующего, но однокурсники подняли его на смех.
На суде Владимир Бонч-Бруевич утверждал, что якобы уже в кадетском корпусе Шульц проявлял отдельные черты «садизма и сексуальной извращённости». Газета «Известия» за 25 февраля 1930 года даже писала, что дети в семье Шульцев, несмотря на религиозное воспитание, «занимались развратом» уже «с раннего возраста». По утверждению Ильи Брауде, родители Шульца были «замкнутыми и напыщенными людьми», что их тяготило обнищание рода, а сыну они «прививали преклонение перед „чистотой“ арийской крови, чувство превосходства над другими расами и народами».
После окончания Аракчеевского кадетского корпуса Дмитрий Шульц поступил в Московский коммерческий институт. В процессе обучения он посещал лекции Сергея Булгакова, а впоследствии объявил себя его верным учеником. На основе рассуждений философа о Премудрой Софии и всеединстве Шульц пытался объединить существующие религии в одну. Он предполагал написать под руководством Булгакова дипломную работу о создании христианского государства, но во время революции 1917 года Шульц бросил институт. Владимир Бонч-Бруевич сообщал, что, когда ему пришла очередь служить в армии во время Первой мировой войны, Шульц, чтобы не быть отправленным в действующую армию, уговорил свою невесту отрубить ему палец.
Другую версию биографии Дмитрия Шульца излагал Илья Брауде: после Февральской революции Шульц ушёл из военного училища и перебрался в поместье родителей. Во время Октябрьской революции он работал в неназванном «глухом городке на Волге» конторщиком на заводе.

### Руководство религиозной сектой
Шульц обладал даром гипноза, артистическими и художественными способностями и навыками чревовещания. В 1919 году в Вольске, куда переехал с супругой Марго, скрываясь от призывной комиссии, он провёл свой первый спиритический сеанс в присутствии знакомых и родственников. Свидетельством присутствия духов стало падение чугунной сковороды и звон посуды. Эти звуки производила Марго, которая пряталась в соседней комнате и приводила посуду в движение с помощью длинной верёвки, привязанной к этим предметам. Вернувшись в Нижний Новгород, Шульц получил должность преподавателя иностранных языков при школе «Коммуна» (так назывался после революции Аракчеевский кадетский корпус). В 1920 году школа была переведена в село Юрино, где Шульц возобновил спиритические сеансы, приглашая как своих студентов, так и жителей села. Среди постоянных посетителей были Николай Макаров и Григорий Зайцев (у Брауде Григорий З. и Сергей Д., выросшие в религиозных семьях), занятые в любительской театральной студии, которую возглавлял медиум. Активную роль в группе спиритистов играл Генрих Шульц (бывший штабс-капитан царской армии). Во время сеансов падала посуда, раздавались голоса духов, гас сам собой свет; Шульц вёл заседания, излагая мысли в форме белого стиха.
В качестве духов-помощников, от имени которых пророчествовал Шульц, выступали по очереди: Маркизет (покровительница детей), Матрёна Филиппьевна из Кривого Зоула (покровительница участников секты), «Фома Тарквемедо» (великий инквизитор, помогавший в экзекуциях и утешении сектантов, подвергнутых телесным наказаниям), Маргарита Гастнер, Казибий, Ульрих фон Гуттен, Жерменочка, Олечка, Эль-Эль, Джеванда, Деметра. Всего было зафиксировано около пятидесяти духов. Наиболее важным из них считался Агафит Абдулла («мудрейший из всех мудрецов земных»). Он родился на Ближнем Востоке, но жил рядом с Дербентом. Агафит отвечал на наиболее сложные вопросы. В случае, если вопросы были простыми, то он мог обидеться. Осенью 1922 года секта Шульца переехала в Москву в двухкомнатную квартиру супруги Шульца Марго (она находилась по адресу улица Бакунинская, дом 65). Супруги занимали большую комнату, в другую вселились последователи Дмитрия, которые называли друг друга «братьями» и «сёстрами». Во время одного из сеансов Абдулла заявил, что в силу старости слагает свои обязанности и передаёт их Дмитрию Шульцу, который должен восприниматься как пророк. Впоследствии деятельность секты проходила в квартире на улице Спиридоновка в доме 8. Она продолжалась около 8 лет. Корреспондент «Известий» и Илья Брауде утверждали, что Дмитрий Шульц возглавлял секту в Москве, а его брат Генрих «расширял и укреплял её нижегородский филиал». В то время он был преподавателем местного Промышленно-экономического техникума.
Со временем Шульц принял образ четырёхлетней девочки Меточки. В этом образе он капризничал, ученики дарили ему кукол, шоколад, конфеты, чепцы, кружева, красивые туфли. Когда заканчивались деньги, они шли собирать милостыню. Часть собранных средств сектанты отдавали бухгалтеру «Единого Храма» Генриху Шульцу, а на оставшееся деньги покупали подарки Меточке. Пророк Агафит Абдулла открыл во время нового сеанса, что Меточке покровительствует древнегреческая богиня Деметра, которая передаёт общине свой портрет и скульптурный бюст. Втайне они были выполнены Дмитрием Шульцем. Оба сохранились и находятся в настоящее время в коллекции Музея истории религии в Санкт-Петербурге. В свою очередь, молодую сектантку Нину Макарову «превратили» на спиритическом сеансе в юношу. Она получила новое имя — Фома (в честь Фомы Кемпийского), ей остригли волосы и дали мужскую одежду, а также напоили водкой и выбили передние зубы.
Осенью 1929 года в участковое отделение милиции поступило заявление. В нём утверждалось, что студентка Московской консерватории Нина Макарова просит милостыню на улицах Москвы. Однокурсницы были удивлены её внешним видом — девушка была избита, сидела прямо на мостовой в рубище, производила впечатление невменяемой. Она сообщила, что проживает на улице Бакунинской в доме 65. Наряд милиции обнаружил там группу сектантов. Всего секта насчитывала около 30 человек.
Корреспондент журнала «Смена» и Илья Брауде увидели в сборе милостыни антисоветскую акцию. По их словам, Шульц специально направлял своих почитателей в «многолюдные интеллигентные районы» и требовал стоять «с протянутой рукой около иностранных посольств» — «Пусть благородные иностранцы увидят весь ужас советской действительности и социализма».
|  |  |  |  |  |

### Следствие и судебный процесс
Во время следствия Дмитрий Шульц представлял себя «рядовым шарлатаном», создавшим секту «исключительно с корыстной целью». Он откровенно рассказывал, как подбрасывал возникающие из ничего предметы и передвигал объекты с помощью верёвки во время спиритических сеансов. К концу следствия он резко поменял свою позицию: отказался от уже данных показаний и стал изображать себя «жертвой собственной „непоколебимой веры и заблуждений“». Адвокат Шульца Илья Брауде считал, что подзащитный возлагал надежды на признание его невменяемым во время судебно-психиатрической экспертизы. На это делал ставку и сам Брауде: «в личности и делах Шульца превалируют патологические черты, и считать его вполне нормальным нельзя». Присутствовавший при допросах Брауде вспоминал позже, что «льстивый, мягкий и вкрадчивый с представителями власти, он неузнаваемо преображался, когда сталкивался на очных ставках со своими недавними последователями по „Единому храму“. У него сразу появлялась властность тона, повелительный характер».
Когда шло предварительное следствие, в прокуратуру поступило анонимное послание, написанное кровью, в котором содержалось требование освободить Дмитрия Шульца и угроза расправиться с теми, кто его будет судить.
Подсудимыми на суде стали только четверо руководителей секты: Дмитрий, Генрих и их супруги — Марго и Елена. Остальные члены секты привлекались только как свидетели. Некоторые из них давали показания в сопровождении медицинских работников, так как находились в состоянии нервного и психического потрясения.
Процесс над членами секты в Московском окружном суде привлёк внимание публики и прессы. Подсудимый Дмитрий Шульц признал ненависть к советской власти, создание секты, издевательство и телесные наказания по отношению к её членам, трансвестизм и авантюризм. Он признал, что обманывал сектантов и сам в духов не верит. Его личным адвокатом выступил участник таких крупных процессов, как процессы «Промпартии», «Союзного бюро меньшевиков», «Параллельного троцкистского центра», «Правотроцкистского блока» Илья Брауде, остальных подсудимых защищали другие адвокаты. Общественным обвинителем был представитель Союза воинствующих безбожников.
Своё заключение представил в качестве эксперта-религиоведа доктор исторических наук Владимир Бонч‑Бруевич. Он настаивал, что Шульц преследовал практическую цель — воздействие на психику сектантов, именно для этого были созданы особые ритуалы. Комиссия в составе профессоров-психиатров Петра Ганушкина, Вольфа Внукова и Евгения Краснушкина признала подсудимого вменяемым. Своё выступление на суде доктор медицины, профессор МГУ Евгений Краснушкин посвятил причинам слепого подчинения целой группы людей воле Дмитрия Шульца. Он заявил:

Для внушающего нужны или собственное глубокое убеждение, или хорошая игра. Каждый гипнотизёр ведёт известную игру. Всякая хорошая игра — и актёра, и оратора — носит в себе элемент внушения. Такой игрой владел и Дмитрий Шульц. Он и артист, и танцор, и фокусник. Сочетание всего этого достаточно для внушающего… Какой же «материал» мы имеем с другой стороны? Это лица, с детства склонные к религиозной мистике или умственно ограниченные… Такие лица, получившие под влиянием гипноза индуцированное помешательство, попав в другие условия, когда перед ними раскрыли всю ложь, фальшь и игру их гипнотизёра, оправились от своего психического расстройства, выздоровели.— Николай Китаев. Гипноз и преступление
На судебном процессе Марго Шульц была осуждена на пять лет лагерей. Генрих Шульц получил десять лет лагерей с конфискацией имущества. Руководитель секты — Дмитрий Шульц был приговорён к высшей мере наказания и конфискации имущества. Елена Шульц была признана невменяемой и направлена на клиническое исследование. Дмитрий Шульц подал кассационную жалобу и ходатайство о помиловании с просьбой заменить смертную казнь лишением свободы, его ходатайство о помиловании было оставлено без удовлетворения. 2 апреля 1930 года Дмитрий Шульц был расстрелян. Илья Брауде, составлявший с Шульцем текст кассации и ходатайства, вспоминал позже, что Шульц вёл с ним «беседу всё в той же свойственной ему двойственной форме: с одной стороны, говорил, что является лишь шарлатаном, с другой, — утверждал, что он непонятый пророк, что мир ещё не раз вспомнит о нём».
Кандидат юридических наук, почётный работник прокуратуры Российской Федерации, заслуженный юрист Российской Федерации Николай Китаев указывал, что, хотя Шульц был осуждён по статье 58-10 УК РСФСР («за пропаганду, содержащую призыв к подрыву или ослаблению советской власти, с использованием религиозных предрассудков», — за преступление против государства), на самом деле, его действия подпадали под статью 123 УК РСФСР («совершение обманных действий с целью возбуждения суеверия в массах населения, для извлечения таким путём каких-либо выгод»). Эта статья предусматривала несравнимо более мягкое наказание — исправительно-трудовые работы на срок до одного года.
Известный советский художник, журналист и писатель Николай Кравченко присутствовал на судебном процессе и сделал карандашные рисунки с обвиняемых. Они были опубликованы в газете «Известия» за 2 марта 1930 года.

## Личная жизнь
Илья Брауде описывал внешность Шульца: «человек крупного роста, с пухлым лицом, большими чёрными глазами, округлыми плечами и женственными манерами».
Дмитрий Шульц был женат, однако на судебном процессе он был назван холостяком. У супругов была приёмная дочь — Элевира. Она стала одной из первых жертв истязаний Дмитрия Шульца. Уже в юности он ощущал в себе женское начало, однако не признался в этом родителям, и только впоследствии поделился своей тайной с супругой. О супружеских отношениях Марго Шульц рассказывала во время суда над мужем:

Дмитрий был очень женственным, и он мне очень нравился. Когда он надевал платье и длинные волосы, я тогда его называла «моя кукла», потому что он был слишком обаятелен и красив. Я ему дарила куклы, у него был их целый шкаф.— Ольга Хорошилова. Русские травести в истории, культуре и повседневности
О порядках в общине и семье Марго рассказывала: «Никто не мог ни думать, ни возражать, иначе мы все получали суровое наказание». Нина Макарова на суде рассказала, что, когда за ней приехала мать, то её избили, угрожали выбросить в окно, а саму девушку спрятали. На теле Нины было обнаружено 38 выжженных крестов. В секту её завлекли в возрасте 16 лет.
Шульц, став во главе секты, перестал работать и жил за счёт рядовых членов секты. Он завёл специальную тетрадь, в которую записывал, «кто, сколько и когда должен платить ему». Были случаи, когда сектанты, оказавшись не в состоянии осуществить платёж в срок, вынуждены были закладывать свои личные вещи в ломбард. Один из них на судебном процессе показывал: «У него скопились огромные деньги, которые он получал от нас. Он закатывал шикарные кутежи, а мы ходили полуголодные, оборванные и всё время были в неоплатных долгах». Журнал «Безбожник» сообщал, что руководитель секты не работал 5 лет. Бонч-Бруевич писал о Шульце как о «современном маленьком инквизиторе». Он отмечал сентиментальность основателя секты по отношению к цветам и птицам, но ненависть до исступления по отношению к человеку.
Дмитрий Шульц хорошо разбирался в литературе, рисовал, занимался лепкой, играл на виолончели и скрипке, сочинял стихи, танцевал, писал пьесы, а также ставил их в качестве режиссёра и сам исполнял в них роли, обладал способностью к гипнозу. Кандидат юридических наук Николай Китаев называл Шульца, на основе свидетельства близко знавшего его Ильи Брауде, «представителем старинного дворянского рода, педагогом по профессии, человеком с высшим образованием, владевшим иностранными языками и достаточно широко эрудированным». Владимир Бонч-Бруевич отмечал «оригинальный, сочный и своеобразный» язык сочинений Дмитрия Шульца. Он же характеризовал Шульца как «сибарита, любящего попить, поесть, особенно за чужой счёт».

## Теоретические основы учения Дмитрия Шульца и ритуалы секты
Основу учения составляла идея объединения религий, теория Премудрой Софии и мистического соединения человека с Богом. К ним были присоединены представления Дмитрия Мережковского о Христе и Антихристе, притча Фёдора Достоевского о Великом инквизиторе, философия эроса Василия Розанова, идея великого андрогина Владимира Соловьёва. Текстовой базой нового религиозного учения считалось «Утешение» объёмом в четыреста страниц. Эту книгу Шульц якобы получил от Агафита Абдуллы. Спиритические сеансы дополнялись богослужением, составными частями которых были «чтения» и «хваления». Самым важным в составе «Утешения» считалось «Слово большое». Другие сочинения раскрывали и поясняли «Слово большое»: «О добре и зле», «О храме», «О любви», «О молитве», «О суете»… «Утешение» носило остро политический характер: Владимир Ленин и Михаил Калинин (по словам Бонч-Бруевича, ещё и Иосиф Сталин) были объявлены бесами и антихристами, Карл Маркс назван «великим пророком Сатаны», советские газеты — «бесовскими листовками». Промышленные предприятия считались орудиями дьявола. Проповедовался антисемитизм. Рабочий класс назывался «ослами», советская власть — суетой сует, запрещалось служить в РККА, объявлялся саботаж, допускалась вооружённая борьба против существующего режима. За предательство секты полагалась смертная казнь. Владимир Бонч-Бруевич писал, что сектантские движения при царизме представляли собой «оппозиционное течение, которое можно и должно было при правильном подходе хотя бы частично использовать в интересах революционного движения», но «ряд сектантских организаций, особенно из новых (например, „Единый храм“, иоанниты), представлял собой контрреволюционные организации». Он же отмечал, что «Утешение» было составлено в подражание Евангелиям, «Откровению Иоанна Богослова» и апостольским посланиям и сочинениям Отцов Церкви. Автор статьи писал, что для Шульца не характерно непротивление злу насилием и вегетарианство.
В своём учении Шульц утверждал, что является пророком и реформатором (в тексте он именует себя «Дочь Земли» и «Пресветлый веститель»), пришедшим на смену обветшавшим православию, католицизму и исламу и способным соединить воедино эти три религиозных течения (особое предпочтение он придавал, однако, христианству в той его ранней форме, которая изложна в Евангелиях). При этом он резко отрицательно относился к сектантству, искажавшим их. Бонч-Бруевич находил в текстах «Утешения» претензии Шульца на роль как жреца, так и «„живого бога“ здесь на земле».
Позднее в «Утешение» была введена особая книга — «Слово о труде». Юрий Арди считал её наиболее контрреволюционной. В частности, в ней присутствовало пророчество о будущей бомбардировке Кремля. Шульц выступал против государственной и кооперативной собственности: «Машина в коллективном предприятии самый отвратительный идол, перед которым сейчас преклоняются рабочие. Хороша машина, находящаяся в частном производстве». Шульц разделял труд творческий, который доступен только для отдельных избранных индивидов, и «ремесленный», которым занято всё остальное человечество. Развитие крупной промышленности и механизацию труда он называл рабством, что Бонч-Бруевич считал влиянием примитивно понятого анархизма.
В секту Шульца, по утверждению Брауде, входили в основном студенты и работающая молодёжь. Другую точку зрения высказывали в 1930 году журнал «Смена» и газета «Известия»: мелкая буржуазия и молодёжь из интеллигентных семей. Владимир Бонч-Бруевич называл последователей Шульца «людьми с художественным образованием», «с наклонностями к музыке и пению», «проявившими творческие таланты», но не давал характеристики их социального происхождения. Фёдор Путинцев относил к членам секты учащихся музыкальных, театральных и художественных техникумов, объясняя это преобладанием в данном типе учебных заведений выходцев из классово-чуждых слоёв населения. По словам журналиста Юрия Арди, присутствовавшего на процессе против лидеров секты, её рядовые члены признавались: «Сначала Шульц заставил нас поверить в духов, а после духи заставили нас поверить в Шульца». Шульц привлекал молодых и неопытных в житейских делах людей, травмированных неудачами, державшихся в стороне от общественной жизни и воспитанных в религиозных семьях. Используемые Шульцем методы (детально разработанные ритуалы секты) и само содержание учения способствовали превращение его учеников в «бессловесных рабов». Полная изоляция от внешнего мира, наступавшая в секте, отрицание всего, что происходило вне «Единого храма», закрывало пути выхода из-под влияния лидера. Наказания стали «орудием подавления воли, самостоятельности, протеста».
В религиозном учении Владимира Соловьёва наиболее важным Дмитрий Шульц считал представления философа об андрогине. В трактовке Шульца мыслей Соловьёва Адам и Ева, вступив в плотские отношения, осознали различие между собой. Из-за этого грехопадение стало разрывом между человеком и Богом. Надежда на восстановление союза между ними — в духовной жизни и священной любви. Они воссоединят мужское и женское начала в сакральном бессмертном существе, которое создал Бог изначально по своему образу и подобию. Шульц считал себя женщиной в теле мужчины, любил играть в куклы, шить, заниматься домашним хозяйством, готовить пищу. Он принял образ девочки четырёх лет, так как, по его мнению, девочка — образ, близкий андрогину. Она не знает плотской любви, поэтому невинна, является ангелом, и, с этой точки зрения, андрогином. Девочка награждала послушных учеников, однако, по словам кандидата искусствоведения Ольги Хорошиловой, «была психопатом и садистом»: порола провинившихся розгами, била палками, прижигала калёным железом, вырывала куски мяса из тела плоскогубцами. Причинами наказания могли стать пролитый суп, неприветливый взгляд, ошибка в цитировании фрагмента из «Утешения», плохое настроение самой Меточки, плохо выстиранное бельё, наступание кошке на хвост, появление мух в комнате Шульца (за каждую муху — 5 ударов палкой), посещение кинотеатра, клуба, театра, явка в военкомат, участие в праздничных демонстрациях. После наказания раненое место тщательно смазывалось иодом. Это становилось предлогом для новых пыток:

образовались сплошные кровавые язвы, которые Дмитрий с наслаждением смазывал йодом и любовался, как мы корчились от боли… Дмитрий страшно любил делать нам перевязки… [выжженных железом на теле] крестов, при этом он с такой силой промывал нам язвы от ожогов, что мы корчились и кричали от боли, а он любовался.— Владимир Бонч-Бруевич. Община единого храма (К процессу Дмитрия Шульца)
Сам Шульц утверждал, что наказания введены для укрепления силы воли в ожидании пришествия Царства Божия. Прегрешениям адептов вёлся особый список, который назывался «счёт продолжий».
Николай Макаров, давая показания, рассказывал, что первым наказанием, введённым в практику секты, была порка розгами. Затем стали использоваться плеть-двуххвостка, в концы которой вшивались кольца, острая проволока и железные прутья. Практиковалось также стояние голыми коленями на горохе. В конце 1928 года было введено прижигание тела раскалёнными крестами из железной проволоки. Поощрялось пьянство и «словесные воздачи», когда сектанты избивали друг друга (обычно по лицу). Николай Макаров показывал:

драками Дмитрий всегда любовался и подмигивал каждому из участников драки, пока другой не видит, чтобы тот сильнее ударил противника. Интересно, что, когда Дмитрий видел сильную физическою боль другого человека или видел много крови, то сразу же удовлетворялся и приказывал перестать драться… однажды [я] видел, как во время порки Григорием Отто Дмитрий при каждом ударе подёргивал со сладострастием плечами.— Владимир Бонч-Бруевич. Община единого храма (К процессу Дмитрия Шульца)
Из подобных заявлений сектантов Бонч-Бруевич делал вывод, что целью Дмитрия Шульца было получение «извращённого удовлетворения».
Во время «особых празднеств» члены секты «предавались безудержному разврату», который имел обоснование в отдельном сочинении Дмитрия Шульца «Слово о плоти». В нём ученики «призывались ни в чём не ограничивать своих желаний». Фёдор Путинцев и Владимир Бонч-Бруевич отмечали, что во время оргий практиковалось мужеложство, в котором сам Дмитрий Шульц играл пассивную женскую роль. Духи во время спиритических сеансов, по показаниям члена секты Николая Макарова, пытались настроить его против женского пола и пробудить в нём сексуальный интерес к девочке Меточке.
Секта получила название «Единый храм». Она разрабатывала ритуалы и символику. Символом секты стал полумесяц с крестом и всевидящим оком. Хоругвь секты была составлена из цветных полос: жёлтая символизировала Бога Отца, синяя — Христа, белая — чистоту, а зелёная — землю и самого Шульца. Богослужения проводились в белых балахонах (по образцу древнегреческих хитонов). В «Праздник Красоты» (им считался день рождения Дмитрия Шульца) разыгрывались театральные представления, в основу которых были положены пьесы Шульца. Костюмы шил он сам. Сохранились фотографии, снятые во время праздника.
Сохранились также отдельные одеяния из числа использовавшихся во время мистерий сектантами. Среди них: нижняя юбка из белой хлопчатобумажной ткани, сатиновая ночная сорочка, отрезное по талии белое платье с короткими рукавами, три чёрные маски, украшенные кружевом, шутовской костюм с золотым галуном и бубенцами. Все они находятся в фондах Музея истории религии. После суда они вместе с документами были переданы в Центральный антирелигиозный музей в Москве, а затем отдельным фондом вошли в состав архива доктора исторических наук Владимира Бонч‑Бруевича в Музее истории религии в Санкт-Петербурге. Большое количество фотографий, изображающих сектантов, также входят в коллекцию Музея истории религии. Шульц представлен на большинстве из них в женской одежде и парике. Среди его фотографических обликов танцор и проповедник за кафедрой. Ряд фотографий, по утверждению Ильи Брауде, носил ярко выраженный порнографический характер. На суде были представлены созданные Шульцем портреты «мрачных фигур с демоническими чертами» — «духов», которым поклонялись сектанты.

## Изучение биографии и взглядов Дмитрия Шульца
В феврале и марте 1930 года советская пресса пристально следила за судебным процессом против создателей секты. Три статьи были опубликованы в газете «Известия», одна — в журнале «Безбожник», большая статья — в журнале «Смена». Владимир Бонч-Бруевич, выступавший в качестве эксперта на процессе, опубликовал в журнале «Антирелигиозник» статью «Община единого храма (К процессу Дмитрия Шульца)». В этой работе он подробно анализирует учение Шульца, но практически не касается фактов его биографии. Небольшой фрагмент секте посвятил исследователь сектантства, член Центрального совета Союза воинственных безбожников СССР Фёдор Путинцев в книге «Кулацкое светопреставление (случаи помешательства и массового религиозного психоза на почве кулацко-провокационных слухов о „конце света“)», вышедшей в 1930 году. Советский организатор атеистической работы Александр Лукачевский в книге «Марксизм-ленинизм как воинствующий атеизм» (1933) приводил секту Шульца как пример изуверства и открытой контрреволюционной деятельности и утверждал, что по мере строительства социализма в обстановке обострения классовой борьбы следует ожидать появления подобных сект и в будущем.
В последние годы жизни бывший адвокат Дмитрия Шульца Илья Брауде готовил к публикации свои воспоминания — «Записки адвоката». Он передал их для литературной обработки своему другу — журналисту и писателю, члену Союза писателей СССР Георгию Осипову. Осипов дополнил уже существующий текст во время личных встреч с автором. Брауде скоропостижно скончался в марте 1955 года, и работа над изданием была прервана. Георгий Осипов дорабатывал рукопись при содействии дочери Брауде Норы и подготовил книгу к печати лишь к 1974 году. Сначала отдельные главы из неё были опубликованы в журналах «Дружба народов», «Человек и закон» и в приложении к газете «Известия» — еженедельной иллюстрированной газете «Неделя», а затем книга вышла отдельным изданием в издательстве «Советская Россия». Делу секты «Единый Храм» посвящена в книге отдельная глава под названием «Змеиное гнездо». Материалы Брауде и публикации в «Известиях» были использованы в издании в 2006 году расширенного варианта лекции Николая Китаева «Гипноз и преступления», рассчитанной на студентов-юристов.
В 2020 в журнале «Родина» была опубликована большая статья кандидата искусствоведения, доцента Санкт-Петербургского государственного университета промышленных технологий и дизайна Ольги Хорошиловой о Дмитрии Шульце. Она была основана на материалах из фондов Музея истории религии. Спустя год в существенно дополненном и переработанном виде эта статья вошла в монографию Хорошиловой «Русские травести в истории, культуре и повседневности».
Статья «Образы объектов культа в коллекциях фототеки ГМИР» заведующего отделом «Фотонегамультимедиа» Петра Федотова содержала краткое описание коллекции фотографий фонда «Секта Шульца» в собрании Музея истории религии.
В январе 2022 года в Музее истории религии в Санкт-Петербурге открылась выставка «Эпоха призраков. Спиритизм на рубеже XIX—XX веков» (куратор выставки — Наталья Веприкова). Отдельный заключительный зал выставки был посвящён секте «Единый Храм» и личности её создателя и руководителя. Пресса обращала внимание на необычность оформления экспозиции: по узкой винтовой лестнице посетители спускались в полуподвальное помещение, где экспонаты располагались под старинными кирпичными сводами. Среди экспонатов выставки скульптурный бюст «Деметра» (автопортрет Дмитрия Шульца) и записка с угрозами в адрес организаторов судебного процесса над лидерами секты: «Не терзайте его в темнице, выпустите. Кровью нашей начертана эта мольба. Не отпустите — прольётся ваша кровь. Ждём до Р. Х. и ещё семь дней. Убиты будете».

## Дмитрий Шульц в современной публицистике
В эфире радиостанции «Эхо Москвы» 6 декабря 2020 года состоялась публичная дискуссия, посвящённая судебному процессу над Дмитрием Шульцем. В качестве ведущих были представлены Сергей Бунтман (первый заместитель главного редактора радиостанции «Эхо Москвы») и Алексей Кузнецов (историк, ведущий „Эха Москвы“,  учитель истории московской гимназии № 1543). Они дополнили некоторыми сведениями лакуны в биографии Дмитрия Шульца. В частности, его отец — немец из Пруссии, родившийся и выросший на территории Германии. Он приехал в Россию в 80-е годы XIX века. Формирование личности будущего лидера секты проходило в условиях деспотизма отца и традиционных для Аракчеевского корпуса издевательств старших его учащихся над младшими.
Значительное внимание было уделено личности Ильи Брауде и его роли на судебном процессе. Он, по мнению Алексея Кузнецова, — «блестящий юрист, великолепный оратор, человек, закончивший ещё до революции юридический факультет столичного университета», но лояльный Советской власти. Он «имитирует активную защиту», «активно участвует в допросах свидетелей», «заявляет ходатайства», «выступает в прениях», то есть «производит на публику впечатление справедливого судебного разбирательства», но при этом «оставляет обвинению, так сказать, абсолютно комфортную ситуацию». По мнению Кузнецова, именно выступление на процессе Шульца стало началом блестящей карьеры его адвоката. При этом Шварц, с точки зрения Кузнецова, сам пригласил Брауде, который к тому времени уже был дорогим адвокатом. Кузнецов выразил несогласие с квалификацией преступления, совершённого Шульцем. По мнению ведущего, ему более соответствовали статьи 123 «Совершение обманных действий с целью возбуждения суеверия в массах населения для извлечения таким путём каких-либо выгод», 155 «Принуждение к занятию проституцией, сводничество, содержание притонов разврата» или 58.14 «Использование религиозных предрассудков масс с целью свержения рабоче-крестьянской власти или для возбуждения к сопротивлению её законам и постановлениям».
В 2015 году газета «Аргументы недели» поместила статью Сергея Нехамкина «„50 оттенков серого“ по-советски. 85 лет назад у нас разворачивались свои эротические триллеры». Он первым обратил внимание на сходство истории секты с сюжетом романа Дмитрия Быкова «Остромов, или Ученик чародея» (позже его отмечал Алексей Кузнецов). В его основе подлинное дело «масонского кружка» Бориса Астромова (Кириченко). В статье был допущен ряд ошибок. В частности, автор писал, что Дмитрию Шульцу суд вынес приговор — смертную казнь, а «Прочим — ссылку (!). Нескольких (!) членов кружка сочли подлежащими лечению в психбольнице».